# Буанга (судно)
Буа́нга или бонанга — парусно-гребное судно со свёртывающимися парусами из циновок. Данный вид судов имел широкое распространение среди пиратов на островах Малайского архипелага и стал известен европейским исследователям с 1767 года.
Полная длина буанги достигала примерно 30 метров. Гребцы на ей располагались по три ряда и по 25 человек в ряд на стойках, вынесенных за борт корпуса. Помимо них в гребле могли принимать участие по 20 человек с гребками, которые располагались на балансирах вдоль бортов. Полное количество гребцов, работающих вёслами и гребками могло достигать 190 человек.